# Lomelosia paucidentata
Lomelosia paucidentata är en tvåhjärtbladig växtart som först beskrevs av Huber-morath, och fick sitt nu gällande namn av W. Greuter och Burdet. Lomelosia paucidentata ingår i släktet Lomelosia och familjen Dipsacaceae. Inga underarter finns listade i Catalogue of Life.